# Monte dei Cervi
Il Monte dei Cervi (1.794 m s.l.m.) è una montagna del gruppo montuoso delle Madonie ricadente nei territori di Scillato e Polizzi Generosa. 

## Descrizione
Si tratta di uno dei rilievi più alti del gruppo delle Madonie; il monte si trova a sud-ovest del complesso Carbonara-Mufara, incastonato tra i rilievi calcarei di Monte San Salvatore (1.912 m), Monte Mufara (1.865 m) e Monte Fanusi (1.472 m). Considerato il più grande contenitore di acqua delle Madonie, da esso nascono numerosi affluenti che sfociano nel fiume Imera meridionale.
Come il limitrofo Massiccio del Carbonara (1.979 m), annovera una serie di geositi a motivo della sua struttura geologica che rappresenta in maniera completa tutta la serie di Formazioni che costituiscono il Dominio Imerese. Percorrendo il sentiero che da P.lla Colla conduce alle sommità dei rilievi più alti si può ripercorrere, tutta la serie di rocce che hanno contribuito all’identificazione dell’evoluzione bacinale (mare profondo), che ha caratterizzato questa regione geografica a partire da circa 230 milioni di anni fa. 
Esattamente si identificano bene le rocce silicee variamente colorate con intercalazioni calcarenitiche della Fm. Crisanti (Cretaceo-Lias Sup.), i calcari ben stratificati con liste di selce della Fm. Scillato (Trias Sup.), i calcari dolomitici in grossi banchi della Fm. Fanusi (InfraLias-Trias  Sup.) ed i calcari marnosi dal classico colore rosso della Fm. Caltavuturo (Oligocene-Cretaceo Sup.).